# Янское плоскогорье
Янское плоскогорье — горное плато в Якутии, часть Яно-Оймяконского нагорья.

## География
Янское плоскогорье расположено на северо-востоке Якутии в бассейне среднего течения реки Яны, по обе стороны от полярного круга. На западе граничит с Верхоянским хребтом, на востоке с хребтом Черского.
Средняя высота плоскогорья - 400-800 м над уровнем моря. Некоторые кряжи имеют высоту более 1500 м. Наибольшей высоты — до 1770 м — достигает горный массив, расположенный между рекой Адыча и её притоком, рекой Борулах.

## Геология
Плато образовано песчаниками триаса, а также алевролитовыми и глинистыми сланцами. В области горных вершин породы прорваны гранитами.

## Флора
На Янское плоскогорье произрастают преимущественно лиственничные леса.